# Дарре, Рихард
Рихард Вальтер Оскар Дарре́ (нем. Richard Walther Darré; 14 июля 1895 — 5 сентября 1953) — руководитель Главного расово-поселенческого управления СС. Рейхсминистр продовольствия (1933—1942). Обергруппенфюрер СС (9 ноября 1934).

## Биография

### Происхождение. Ранние годы
Родился в семье предпринимателя, руководителя торгового дома Hardt & Co. Рихарда Оскара Дарре и его жены Эмилии Берты Элеоноры Лагергрен. Рихард Дарре, потомок французских гугенотов, в 1680 г. переехавших из Северной Франции в Курпфальц, родился в Берлине, в 1888 г. переехал в Аргентину. Эмилия Лагергрен, наполовину шведка, наполовину немка, родилась в Аргентине. Дядя Дарре по материнской линии был бургомистром Стокгольма. По словам самого Дарре, брак родителей не был счастливым.
Помимо Рихарда в семье было ещё трое детей, среди них:
- Ильза (1900, Буэнос-Айрес — 1985, Бремен). Жена Манфреда фон Кнобельсдорфа, коменданта замка Вевельсбург.
- Эрих (1902-после 1946), референт Главного управления СС по вопросам расы и поселения.

#### Образование
До 10 лет посещал немецкую школу в буэнос-айресском квартале Бельграно. Затем Дарре послали в Германию (в 1912 г. туда вернулась и поселилась в Висбадене оставшаяся часть семьи).
Окончил:
- реальную школу в Гейдельберге (1912). В 1911 г. по обмену учился в King’s College School в Уимблдоне;
- Педагогиум[5] в Бад-Годесберге (Бонн) (1914, незадолго до этого Педагогиум окончил другой видный нацист, Рудольф Гесс);
- колониальную школу в Витценхаузене, готовившую кадры для колонизации Африки (1920, диплом колонизатора-агронома);
- в 1922—1929 гг. изучал сельское хозяйство в Гиссене и Галле. Учась в университете, работал (без оплаты) ассистентом на ферме в Померании. В 1927 г. ездил на стажировку в Финляндию.

Помимо родного немецкого свободно владел испанским, английским и французским языками.

#### Первая мировая война
В 1914 г. вступил добровольцем в армию (1-й Нассауский полк пешей артиллерии). Участник Первой мировой войны на Западном фронте, сначала служил на 4-й батарее 111-го полка пешей артиллерии 56-й пехотной дивизии водителем, телефонистом и наблюдателем. Как вспоминал сам Дарре, во время обстрела его как-то засыпало в окопном туннеле, но в итоге он дешево отделался. Получив отпуск в начале 1916 г., Дарре приехал к родителям в Висбаден и с удивлением обнаружил пришедшую на его имя из аргентинского консульства повестку в аргентинскую армию, в которой, однако, было сказано, что он числится в отпуске до окончания учёбы и что ему зачтется служба в германской армии.
По возвращении на фронт ефрейтор Дарре начинает быстро расти в чинах: унтер-офицер (1.2.1916), вице-вахмистр (23.4.1916). В ноябре 1916 г. был награждён Железным Крестом 2-го класса. В итоге Дарре решает подать заявку на прохождение курса для получения чина лейтенанта резерва и в январе 1917 г. заканчивает для этого артиллерийскую школу в Йютербоге.
До конца войны командовал артиллерийской батареей. В июле 1917 г. был ранен двумя осколками гранаты в левую ногу. Согласно официальной биографии, 31 июля 1917 г. в ходе знаменитого наступления англичан двумя орудиями три часа сдерживал их превосходящие силы до подхода основных частей своей армии. 19 октября 1918 г. из-за тяжелой болезни был эвакуирован в тыл и больше на фронт не вернулся.
В 1918 году демобилизовался в чине лейтенанта артиллерии. Состоял в Добровольческом корпусе.
После окончания колониальной школы собирался вернуться в Аргентину, чтобы заняться фермерством, но тяжелое финансовое положение семьи не позволило ему сделать это. По окончании учёбы в 1928—1929 гг. работал сельскохозяйственным оценщиком германского посольства в Риге.

### Карьера в национал-социалистическом движении
В НСДАП с июля 1925 года (билет № 248 256). Обергруппенфюрер СС (билет № 6 882). Руководил пропагандой национал-социалистических идей в сельской местности.
Идеологическое и духовное влияние на Дарре оказала радикальная фёлькиш-организация «Союз артаманов» и лично Генрих Гиммлер, гауляйтер союза в Баварии.
Через архитектора Пауля Шульце-Наумбурга в 1930 г. познакомился с Гитлером.
31 декабря 1931 года был назначен главой вновь созданного Расового управления СС. 29 июня 1933 года Рихард Дарре, как глава Управления аграрной политики НСДАП, издаёт закон о наследовании, по которому земельные участки от 7,5 до 125 гектаров могут пожизненно закрепляться за их владельцами и передаваться в наследство только при условии, что владельцы могут доказать чистоту своей крови до 1800 года. Под действие этого закона попадает более 60 % всей сельскохозяйственной территории Германии.
В 1936 году удостоен золотого партийного значка НСДАП.
Автор многочисленных работ по расовой теории, основам сельского хозяйства и экономике народного хозяйства, переведённых на шесть европейских языков.
Германия, по естественному закону, имеет право взять на востоке себе столько земли, сколько ей необходимо для гармоничного развития.Рихард Дарре, 1936 год
Аграрная политика Дарре вызывала нарекания со стороны министра экономики Ялмара Шахта (в 1930-е годы урожаи в Германии начали снижаться). Более того, к осени 1939 года Дарре утратил расположение Гиммлера, который полагал его взгляды слабо осуществимыми на практике и видел в качестве преемника Дарре своего сотрудника Панке. В 1942 году Дарре подал в отставку по состоянию здоровья.

### После войны
В 1945 г. арестован американскими войсками близ Берлина и заключен в тюрьму в Людвигсбурге. В 1949 году приговорён к 7 годам заключения, по «процессу Вильгельмштрассе», в 1950 году освобождён, работал в качестве консультанта по агрохимии.
Последние годы провел в Бад-Гарцбурге.
Был почетным гражданином (лишен звания в 2013 г.) «имперского города крестьян» Гослара.

## Семья
- 1-я жена — Альма Штаадт, одноклассница его сестры Ильзы (1922—1927, две дочери);
- 2-я жена — баронесса Шарлотта фон Фиттингхофф-Шеель, секретарша Пауля Шульце-Наумбурга (с 1931).

## Награды
- Железный крест 2-го класса (1916)
- Шеврон старого бойца
- Почётный крест ветерана войны
- Крест военных заслуг 1-й степени с мечами
- Крест военных заслуг 2-й степени с мечами
- Золотой знак НСДАП
- Медаль За выслугу лет в НСДАП в бронзе и серебре
- Кольцо «Мёртвая голова»
- Почётная сабля рейхсфюрера СС

## Сочинения
1920-е
- Das Bauerntum als Lebensquell der nordischen Rasse. München: J.F. Lehmann, 1929.

Голландская версия:
- Het boerendom als levensbron van het noordras. Gravenhage: Volk en Bodem, 1943.

1930-е
- Neuadel aus Blut und Boden. München: J.F. Lehmann, 1930.

Голландская версия:
- Nieuwe adel uit bloed en bodem. Gravenhage: Volk en Bodem, 1943.
- Stellung und Aufgaben des Landstandes in einem nach lebensgesetzlichen Gesichtspunkten aufgebauten deutschen Staate. München: J.F. Lehmanns Verl., 1930.
- Das Zuchtziel des deutschen Volkes. München: J.F. Lehmanns Verl., 1931.
- Zur Wiedergeburt des Bauerntums. München: J.F. Lehmanns Verl., 1931.
- Landvolk in Not und seine Rettung durch Adolf Hitler. München: Eher, 1932.
- Damaschke und der Marxismus. München: Eher, 1932.
- Das Schwein als Kriterium für nordische Völker und Semiten. München: J.F. Lehmanns Verl., 1933.
- Rede des Reichsernährungsministers und Reichsbauernführers Darré, Richard Walther. Berlin: Amt f. Agrarpolitik d. Reichsleitg d. NSDAP., 1933.
- Walther Rathenau und das Problem des nordischen Menschen. München: J.F. Lehmanns Verl., 1933.
- System der politischen Ökonomie. Bd. 1-3; Allg. Volkswirtschaftslehre. Berlin: Zeitgeschichte, 1933.
- Rassenzucht. München: J.F. Lehmann, [1933].
- Ziel und Weg der nationalsozialistischen Agrarpolitik. München: Eher, 1934.
- Zur Wiedergeburt des Bauerntums. München: J.F. Lehrmanns Verl., 1934.

Болгарская версия:
- Възраждане на сѣлячеството. София: Нова Европа, 1942 (вышла под одной обложкой с работой «Кръвъ и земя»).
- Unser Weg. Berlin: Zeitgeschichte, [1934].
- Rede des Reichsbauernführer R[ichard] Walther Darré, gehalten auf dem Ersten deutschen Reichsbauerntag in Weimar am 21. Hartung 1934. Berlin: Stabsamt d. Reichsbauernsführers, 1934.
- Im Kampf um die Seele des deutschen Bauern. Berlin: Steegemann, 1934.
- Die Grundlagen des preußischen Staatsbegriffes. Goslar: Blut u. Boden Verl., [1936].
- Rede des Reichsbauernsführers R[ichard] Walther Darré auf dem 4. Reichsbauerntag. Berlin: Reichsnährstand Verl. Ges., 1936.
- Der Schweinemord. München: Eher, 1937.
- Rede des Reichsbauernführers R. Walther Darré auf dem 6. Reichsbauerntag in Goslar 1938. Berlin: Reichsnährstand Verlags-Ges., 1938.
- Nordisches Blutserbe im süddeutschen Bauerntum. [Bd. 1]. München: F. Bruckmann, 1938.
- La Race. Paris: Sorlot, 1939.
- Blut und Boden. Berlin: Industrieverl. Spaeth & Linde, 1939.

Болгарская версия:
- Кръвъ и земя. Възраждане на сѣлячеството. София: Нова Европа, 1942.
- Deutsches Bauerntum. Goslar: Blut u. Boden Verl., [1939]. 2. Aufl.
- Nordisches Blutserbe im süddeutschen Bauerntum. [Bd. 2] Die Ostmark. München: F. Bruckmann, 1939.

1940-е
- A Német Birodalom és a délkeleteurópai államok együttmüködése a mezögazdaság terén. Budapest: Magyar-német Társaság, 1940.
- 80 Merksätze und Leitsprüche über Zucht und Sitte aus Schriften und Reden. Goslar: Blut u. Boden Verl., [1940]
- Vom Lebensgesetz zweier Staatsgedanken (Konfuzius u. Lykurgos). Goslar: Verl. Blut u. Boden, 1940.
- Erkenntnisse und Werden. Goslar: Verl. Blut u. Boden, 1940.
- Marktordnung überwindet Welthandelswirtschaft. [Berlin]: [Terramare Office], 1940.
- The national Food Estate. London: Thornton Butterworth, [um 1940].
- Um Blut und Boden. München: Eher, 1940.
- Neuordnung unseres Denkens. Goslar: Verl. Blut u. Boden, [1941].

Голландская версия:
- De nieuwe grondslag van ons denken. Amsterdam: Westland, 1943.
- Aufbruch des Bauerntums. Berlin: Reichsnährstand Verlag-Ges. m. b. H., 1942.
- Zucht als Gebot. Berlin: Verl. Blut u. Boden, 1944.

1950-е
- (als C. Carlsson) Bauer und Technik // Klüter Blätter, Deutsche Sammlung. Lochham bei München: Türmer Verlag, 1951 (Sonderdruck aus Mappe 10/1951).